# 리멤버 먼데이
리멤버 먼데이(Remember Monday)는 영국의 컨트리 팝 걸그룹이다. 2019년, 더 보이스 UK에 참가하면서 이름을 대대적으로 알렸다. 유로비전 송 콘테스트 2025 영국 대표 참가자이다.

## 음반 목록
- Hysterical Women (2023)
- Crazy Anyway (2024)